# Manga ñembosarái
Manga ñembosarái, palavra expressão em guarani que significa: "jogo de bola com os pés", era um jogo, no qual se utilizava uma bola de borracha, bastante similar ao futebol, jogado por nativos na etnia guaranis em reduções jesuíticas no Paraguai.
O jesuíta Bartomeu Meliá sustenta que essa modalidade esportiva praticada no século XVII na cidade de San Ignacio Guazú seria um ancestral do futebol moderno.
Dentre os documentos antigos que relatam a prática desse jogo, podem-se citar:
- "Tesoro de la Lengua guaraní", escrito por Antônio Ruiz de Montoya, publicado em 1639;

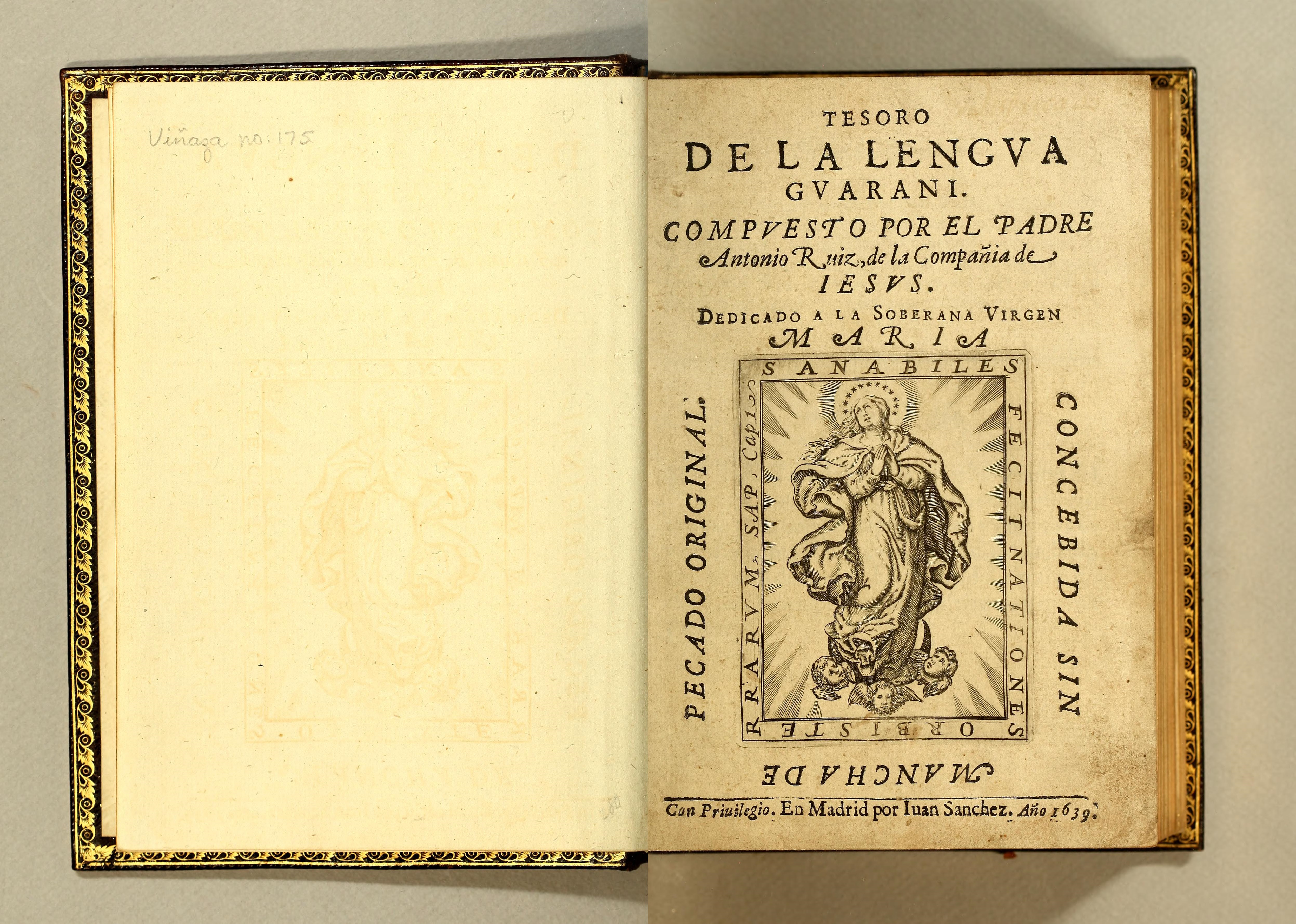
Tesoro de la Lengua Guaraní, 1639. Foi o primeiro dicionário guarani-espanhol.

- "Las Misiones del Paraguay", escrito por José Cardiel, com o manuscrito concluído em 1771;
- "Platón y los Guaraníes", escrito por José Manuel Peramás, publicado em 1793.

Em 2014, foi exibido um documentário, denominado: "Los Guaraníes inventaron el Fútbol", dirigido por Marcos Ybáñez, com 11 minutos de duração, que apresentava o Manga ñembosarái como um precursor do futebol moderno   .